# Ambrosio de Milán
Ambrosio de Milán, de nombre original Aurelio Ambrosio (en latín: Aurelius Ambrosius; Tréveris, c. 340-Milán, 4 de abril del 397), fue un destacado obispo de Milán y un importante teólogo y orador. Hermano de santa Marcelina, es uno de los cuatro grandes Padres de la Iglesia latina o de Occidente y uno de los 37 doctores de la Iglesia católica.

## Biografía

### Orígenes y primeros años
Ambrosio nació en una familia cristiana romana alrededor de 340 y se crio en Galia Bélgica, cuya capital era Augusta Treverorum. Su padre a veces se identifica con Aurelio Ambrosio, un prefecto pretoriano de la Galia; pero algunos estudiosos identifican a su padre como un funcionario llamado Uranio que recibió una constitución imperial fecha 3 de febrero 339 (abordado en un extracto breve de uno de los tres emperadores gobernantes en 339, Constantino II, Constancio II, o Constante, en el Codex Theodosianus, libro XI.5).
Su madre era una mujer de intelecto y piedad y miembro de la familia romana Aurelii Symmachi, y, por lo tanto, Ambrosio era primo del orador Quinto Aurelio Símaco. Era el menor de tres hijos, que incluía a Marcelina y Sátiro, también venerados como santos. Según un relato de Paulino de Milán, biógrafo de Ambrosio, cuando este era un bebé, un enjambre de abejas se posó en su rostro mientras yacía en su cuna, dejando una gota de miel. Su padre lo consideró un signo de su futura elocuencia y lengua melosa. Por esta razón, las abejas y las colmenas a menudo aparecen en la simbología del santo.
Después de la temprana muerte de su padre, Ambrosio fue a Roma donde estudió literatura, derecho y retórica. Luego siguió los pasos de su padre y entró en el servicio público. El prefecto pretoriano Sexto Claudio Petronio Probo primero le otorgó un lugar en el consejo y luego, en aproximadamente 372, lo convirtió en gobernador de Liguria y Emilia, con sede en Milán, ciudad que era, desde 286, una de las capitales del Imperio romano de Occidente. Ambrosio fue gobernador de Aemilia-Liguria en el norte de Italia hasta 374, era un funcionario de importancia en la corte de Valentiniano I y muy respetado por el pueblo.

### Ascenso al episcopado
A fines del siglo IV hubo un profundo conflicto en la diócesis de Milán entre la Iglesia de Nicea y los arrianos. En 374, el obispo de Milán, Auxencio, un arriano, murió, y los arrianos reclamaron el derecho a elegir a su sucesor, Ambrosio fue a la iglesia donde se realizarían las elecciones, para evitar un alboroto, lo cual era probable en esta crisis. Su discurso fue interrumpido por un clamor popular: "¡Ambrosio, obispo!",  el cual fue retomado por toda la asamblea.
Se sabía que Ambrosio seguía el Credo de Nicea, pero también resultaba aceptable para los arrianos debido su disposiciòn al diálogo. Al principio, rechazó enérgicamente el cargo, para lo cual no estaba preparado de ninguna manera: Ambrosio no fue bautizado ni formalmente entrenado en teología. Tras su nombramiento, Ambrosio huyó a la casa de un colega en busca de esconderse. Al recibir una carta del emperador Graciano alabando la conveniencia de que Roma nombrara individuos evidentemente dignos de posiciones santas, el anfitrión de Ambrosio lo entregó. En una semana, fue bautizado, ordenado y debidamente consagrado obispo de Milán el 7 de diciembre.
Como obispo, adoptó de inmediato un estilo de vida ascético, repartió su dinero a los pobres, donando toda su tierra, haciendo solo provisiones para su hermana Marcelina (que se había convertido en monja). Esto aumentó su popularidad aún más, dándole una considerable influencia política incluso sobre el emperador. Tras el inesperado nombramiento de Ambrosio para el episcopado, su hermano Sátiro renunció a una prefectura para mudarse a Milán, donde se hizo cargo de la gestión de los asuntos de la familia.

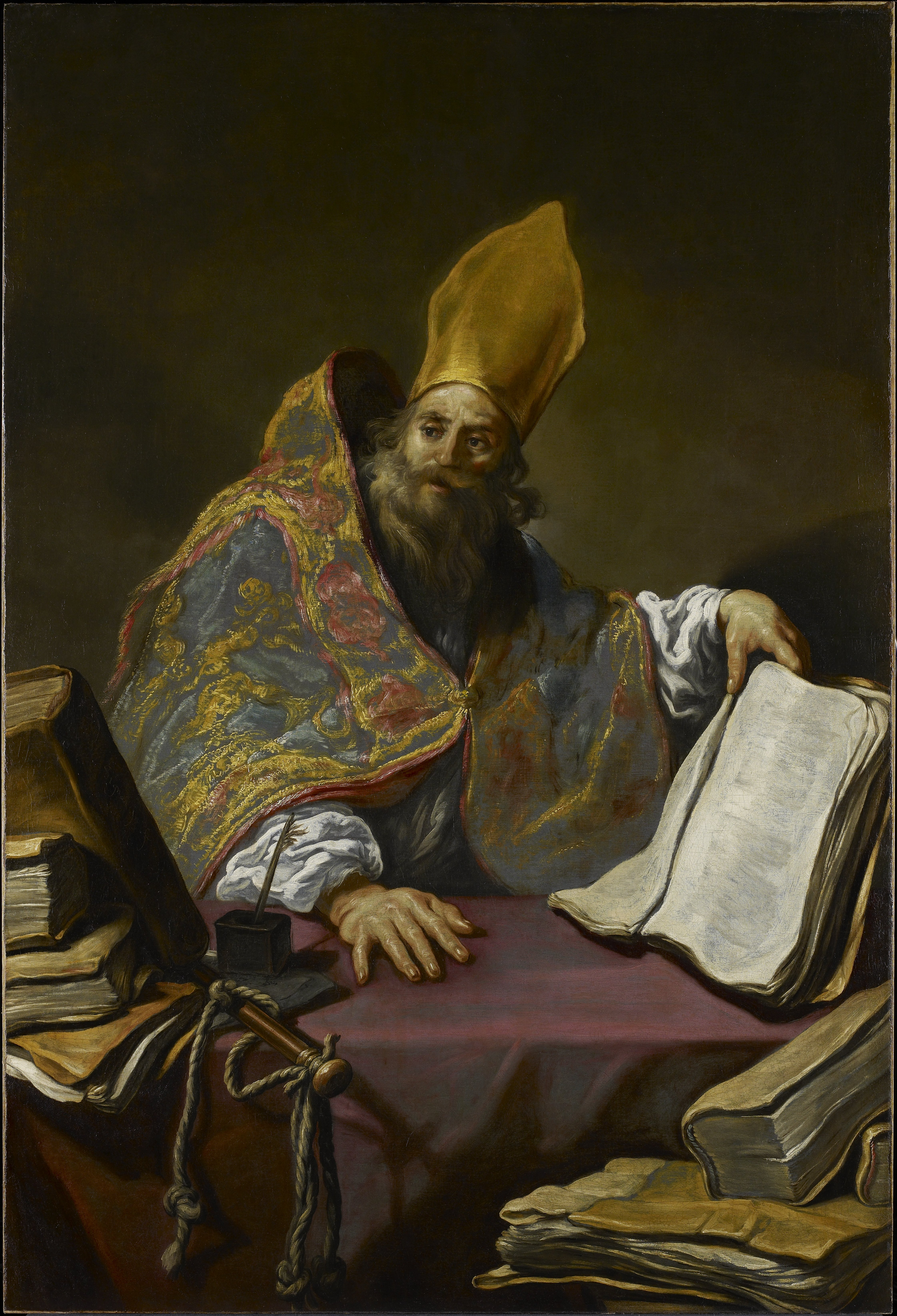
San Ambrosio, óleo sobre tela de Claude Vignon (hacia 1623 o 1625).

Ambrosio estudió teología con Simpliciano, un presbítero de Roma. Utilizando a su favor su excelente conocimiento del griego, que entonces era raro en Occidente, estudió el Antiguo Testamento y autores griegos como Filón y Orígenes y mantuvo correspondencia con Atanasio y Basilio de Cesarea. Aplicó este conocimiento como predicador, concentrándose especialmente en la exégesis del Antiguo Testamento, y sus habilidades retóricas impresionaron a Agustín de Hipona, quien hasta ahora había pensado mal de los predicadores cristianos.

### Disputa con los arrianos
En la confrontación con los arrianos, Ambrosio buscó refutar teológicamente sus proposiciones, que eran contrarias al credo de Nicea y, por lo tanto, a la ortodoxia oficialmente definida. Los arrianos apelaron a muchos líderes y clérigos de alto nivel en los imperios occidental y oriental. Aunque el emperador occidental Graciano apoyó la ortodoxia, el joven Valentiniano II, que se convirtió en su colega en el Imperio, se adhirió al credo arriano. Ambrosio no influyó en la posición del joven príncipe. En Oriente, el emperador Teodosio I también profesó el credo de Nicea; pero había muchos seguidores del arrianismo a lo largo de sus dominios, especialmente entre el clero superior.
En este disputado estado de opinión religiosa, dos líderes de los arrianos, los obispos Paladio de Ratiaria y Secundianus de Singidunum, confiando en los números, prevalecieron sobre Graciano para convocar un consejo general de todas las partes del imperio. Esta solicitud parecía tan equitativa que cumplió sin dudarlo. Sin embargo, Ambrosio temía las consecuencias y prevaleció sobre el emperador para que el asunto fuera determinado por un consejo de obispos occidentales. En consecuencia, un sínodo compuesto por treinta y dos obispos se celebró en Aquileia en el año 381. Ambrosio fue elegido presidente y Paladio, llamado a defender sus opiniones, declinó. Luego se votó y Paladio y su asociado Secundiano fueron depuestos de sus oficinas episcopales.
Sin embargo, la creciente fuerza de los arrianos resultó una tarea formidable para Ambrosio. En 385 o 386 el emperador y su madre Justina, junto con un considerable número de clérigos y laicos, especialmente militares, profesaron el arrianismo. Exigieron que dos iglesias en Milán, una en la ciudad (la Basílica de los Apóstoles), la otra en los suburbios (San Víctor), se asignen a los arrianos. Ambrosio se negó y se le pidió que respondiera por su conducta ante el consejo. Su elocuencia en defensa de la Iglesia supuestamente sobrepasó a los ministros de Valentiniano, por lo que se le permitió retirarse sin rendirse a las iglesias. Al día siguiente, cuando realizaba una misa en la basílica, el prefecto de la ciudad vino a persuadirlo para que abandonara al menos la basílica portiana en los suburbios. Como todavía se negaba, ciertos decanos u oficiales de la corte fueron enviados a tomar posesión de la basílica de Portia, colgando en ella los escudos imperiales para prepararse para la llegada del emperador y su madre al festival de Pascua que se avecinaba.
A pesar de la oposición imperial, Ambrosio declaró: "Si me exiges a mi persona, estoy listo para someterme: llévame a prisión o a la muerte, no resistiré; pero nunca traicionaré a la iglesia de Cristo. No invocaré la gente que me socorre; moriré al pie del altar en lugar de abandonarlo. El tumulto de la gente no alentaré: pero solo Dios puede aplacarlo".
En 386, Justina y Valentiniano recibieron al obispo arriano Auxencio el más joven, y Ambrosio recibió nuevamente la orden de entregar una iglesia en Milán para uso arriano. Ambrosio y su congregación se encerraron dentro de la iglesia, y la orden imperial fue rescindida.

### Últimos años
La corte imperial estaba disgustada con los principios religiosos de Ambrosio, sin embargo, su ayuda fue solicitada pronto por el emperador. Cuando Magnus Maximus usurpó el poder supremo en la Galia y meditaba un descenso sobre Italia, Valentiniano envió a Ambrosio para disuadirlo de la empresa, y la embajada tuvo éxito inicialmente. Pero, poco después, se revirtió el éxito inicial de la embajada. El enemigo entró en Italia y Milán fue tomada. Justina y su hijo huyeron, pero Ambrosio permaneció en su puesto e hizo un buen servicio a muchos de los enfermos al hacer que la plata de la Iglesia se fundiera para aliviarles.

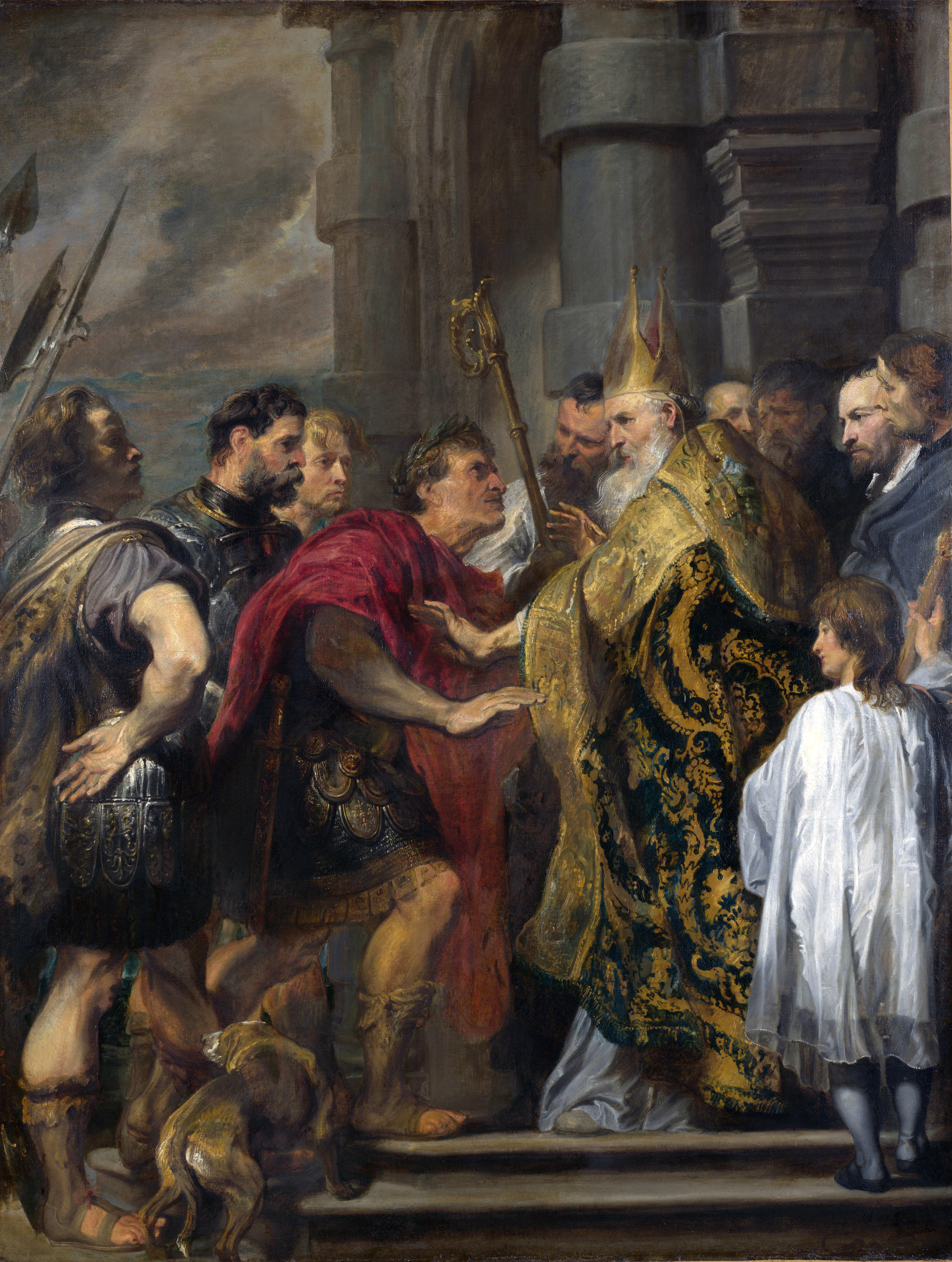
San Ambrosio y el emperador Teodosio por Van Dyck, c. 1620.

Teodosio I, el emperador de Oriente, defendió la causa de Justina y recuperó el reino. Teodosio fue excomulgado por Ambrosio por la masacre de siete mil personas en Tesalónica en 390, después del asesinato del gobernador romano allí por alborotadores. Ambrosio le dijo a Teodosio que imitara a David en su arrepentimiento como lo había imitado en la culpa, y readmitió al emperador a la Eucaristía solo después de varios meses de penitencia. Esto muestra la fuerte posición de un obispo en la parte occidental del imperio, incluso cuando se enfrenta a un emperador fuerte. La controversia de Juan Crisóstomo con un emperador mucho más débil unos años más tarde en Constantinopla llevó a una aplastante derrota del obispo.
En 392, después de la muerte de Valentiniano II y la caída de Eugenio, Ambrosio suplicó al emperador que perdonara a quienes habían apoyado a Eugenio después de que Teodosio finalmente fuera victorioso.
En su Tratado sobre Abraham, Ambrosio advierte contra los matrimonios mixtos con paganos, judíos o herejes. En 388, el emperador Teodosio el Grande fue informado de que una multitud de cristianos, liderados por su obispo, había destruido la sinagoga en Callinicum en el Éufrates. Ordenó la reconstrucción de la sinagoga a expensas del obispo, pero Ambrosio persuadió a Teodosio para que se retirara de esta posición. Le escribió al emperador, señalando que estaba «exponiendo al obispo al peligro de actuar en contra de la verdad o de la muerte»; en la carta «las razones dadas para el rescripto imperial se cumplen, especialmente por la súplica de que los judíos habían quemado muchas iglesias». Ambrosio, refiriéndose a un incidente anterior en el que Magnus Maximus emitió un edicto censurando a los cristianos en Roma por incendiar una sinagoga judía, advirtió a Teodosio de que la gente a su vez exclamó "el emperador se había convertido en judío", lo que implica que si Teodosio intentaba aplicar la ley para proteger a sus súbditos judíos, sería visto de manera similar. Toda la semilla de Efraín. "Y no ores por ese pueblo, y no pidas misericordia por ellos, y no te acerques a Mí en su nombre, porque no te escucharé. ¿O no ves lo que hacen en las ciudades de Judá? Dios prohíbe que se haga intercesión por ellos". Sin embargo, Ambrosio no se opuso a castigar a los que eran directamente responsables de destruir la sinagoga.

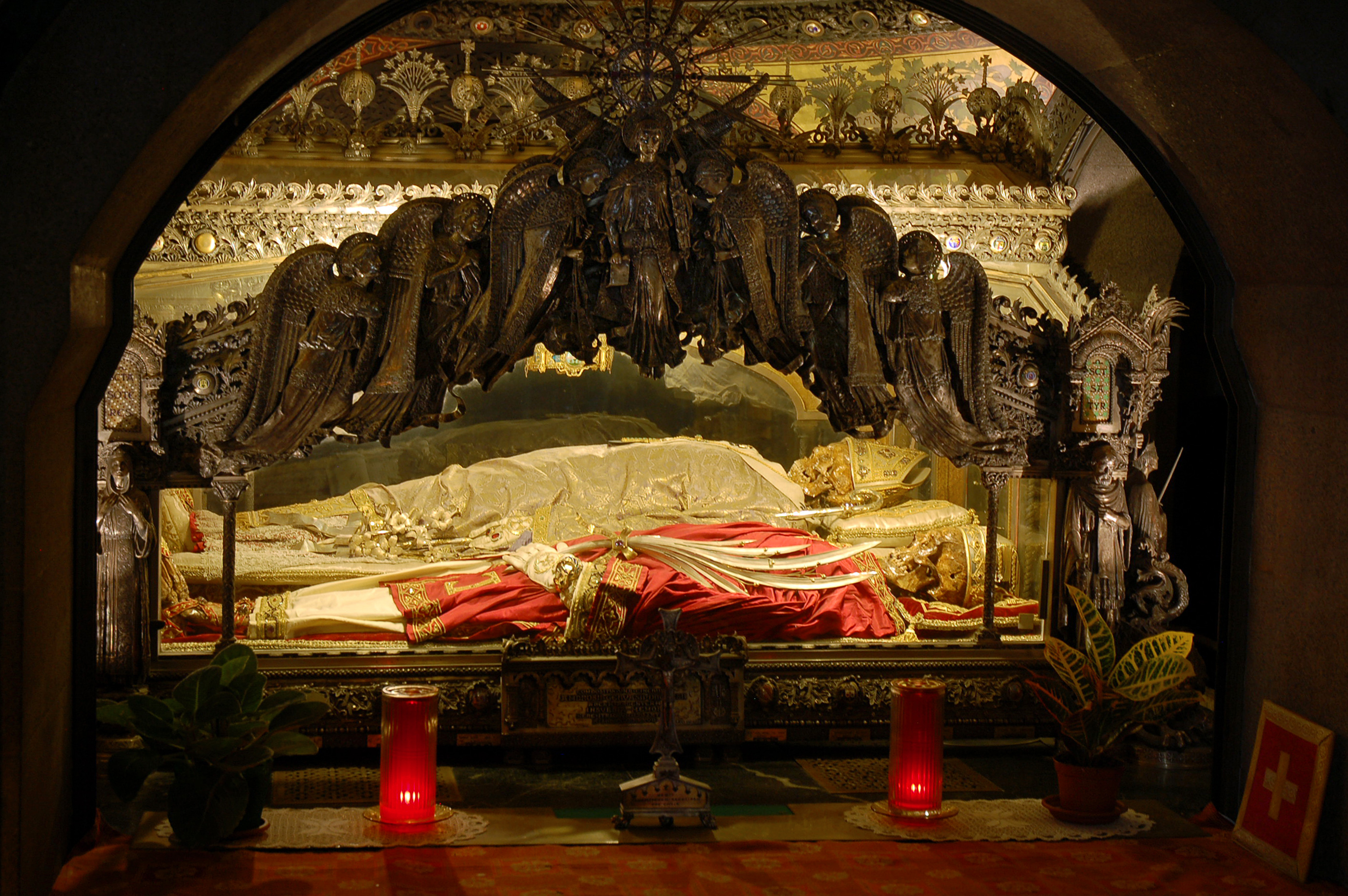
Sepulcro de san Ambrosio en la basílica que lleva su nombre, en Milán.

En su exposición del Salmo 1, Ambrosio dice: "Virtudes sin fe son hojas, florecientes en apariencia, pero improductivas. ¡Cuántos paganos tienen piedad y sobriedad pero no fruto, porque no logran su propósito! Las hojas caen rápidamente al viento aliento. Algunos judíos exhiben pureza de vida y mucha diligencia y amor al estudio, pero no dan fruto y viven como hojas".[cita requerida]
Bajo su influencia, los emperadores Graciano, Valentiniano II y Teodosio I continuaron la persecución del paganismo; Teodosio emitió los 391 «decretos teodosianos», que con creciente intensidad prohibían las prácticas paganas. El Altar de la Victoria fue eliminado por Graciano. Ambrosio prevaleció sobre Graciano, Valentiniano y Teodosio para rechazar las solicitudes de restauración del altar.
En abril de 393, Arbogastes, magister militum de Occidente y su títere, el emperador Eugenio, marchó a Italia para consolidar su posición con respecto a Teodosio I y su hijo, Honorio, a quien Teodosio había designado a Augusto para gobernar la porción occidental del imperio. Arbogastes y Eugenio cortejaron el apoyo de Ambrosio con cartas muy complacientes; pero antes de llegar a Milán, se había retirado a Bolonia, donde ayudó en el traslado de las reliquias de los Santos Vitalis y Agrícola. Desde allí fue a Florencia, donde permaneció hasta que Eugenio se retiró de Milán para encontrarse con Teodosio en la Batalla de Frígido a principios de septiembre de 394. 
Poco después de adquirir la posesión indiscutible del Imperio romano, Teodosio murió en Milán en 395, y dos años después (4 de abril de 397) Ambrosio también murió. Fue sucedido como obispo de Milán por Simpliciano. El cuerpo de Ambrosio todavía puede verse en la basílica de San Ambrosio en Milán, donde ha sido venerado continuamente, junto con los cuerpos identificados en su tiempo como los de los santos Gervasio y Protasio.

## Importancia

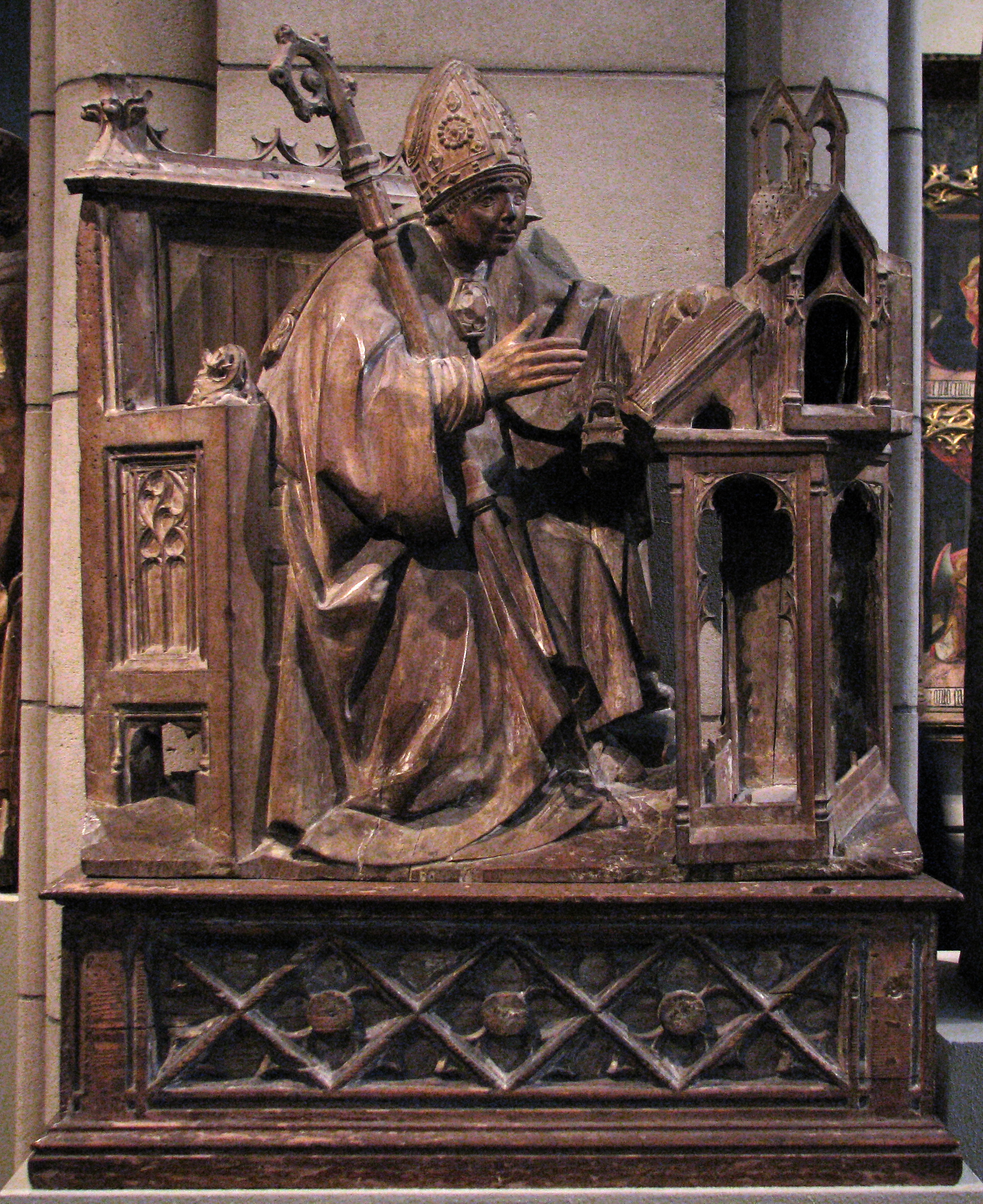
San Ambrosio en su estudio, anónimo. Obra realizada en madera, anteriormente policromada, en Palencia. Actualmente exhibida en el Museo Metropolitano de Arte de Nueva York.

Fue el primer cristiano en conseguir que se reconociera el poder de la Iglesia, por encima del Estado, y desterró definitivamente, en sucesivas confrontaciones, a los paganos de la vida política romana.
Al principio el reparto de poder entre cristianos y paganos estaba más o menos en equilibrio con Graciano, emperador romano y cristiano. Pero Graciano fue asesinado y Roma pasó a manos de Valentiniano II, que era menor de edad y, por tanto, su madre Justina detentaba el poder real. Justina era arriana, por lo que la lucha entre paganos, herejes y cristianos se acentuó definitivamente.
La llamada guerra de las estatuas enfrentaba desde Constantino a las diversas religiones con representación en el senado. En 384, el partido pagano aprovechó la debilidad de Valentiniano II para devolver la Estatua de la Victoria al senado, lo que provocó la ira de Ambrosio. Finalmente, Ambrosio hizo declarar a Valentiniano II que los emperadores tenían que someterse a las órdenes de Dios, al igual que los ciudadanos tenían que obedecer las órdenes del emperador como soldados.
A partir de aquí, Ambrosio consigue hacer efectiva una demanda por la que la Iglesia (en tanto que Cuerpo de Cristo y no en tanto que mera estructura humana) ostenta un poder superior no solo al Estado romano, sino a todos los Estados.
Durante el reinado de Teodosio I, este habría ordenado a un obispo local que sufragara los daños de la destrucción de una sinagoga por los cristianos. El emperador estaba dispuesto a acabar con esas prácticas intimidatorias. Ambrosio se opuso de nuevo y consiguió del emperador que declarara libre a la Iglesia de tener que responder por tales cuestiones.
En 390 Ambrosio excomulgó temporalmente a Teodosio I a causa de la masacre de Tesalónica y no le readmitió hasta que se acogió al sacramento de la penitencia y mostró público arrepentimiento. Demostró así su autoridad frente al emperador.
En 393 el emperador Teodosio I prohibió los Juegos Olímpicos por influencia de Ambrosio, al considerarlos paganos.
Convirtió y bautizó a san Agustín de Hipona y a su hijo Adeoato. Creó nuevas formas litúrgicas (rito Ambrosiano que aún se practica en Milán) y promovió el culto a las reliquias en Occidente.

## Leyenda de San Ambrosio
Estando en casa de un hombre rico, le preguntó San Ambrosio cómo le iba, a lo que el rico respondió que siempre había gozado de salud, riqueza, fortuna, y que al igual que sus hijos, no conocía la adversidad. Lo que fue interpretado por San Ambrosio como una mala señal y pidió de inmediato a sus compañeros abandonar la casa. De pronto, se hundió la casa con todos sus propietarios dentro.
«San Ambrosio les dijo ¿acaso no os había dicho yo que en esa casa no estaba Dios? Nuestro corazón se alegrará cuando estemos heridos, porque será un buen signo».

## Obras

Divi Ambrosii Episcopi Mediolanensis Omnia Opera, 1527.

- Milán, Ambrosio de (D.L. 2015).  Ramos-Lissón, Domingo, ed. De officiis ministrorum [De los deberes]. Ciudad Nueva. ISBN 978-84-9715-331-7. OCLC 946121775.
- — (1998). El Espíritu Santo. Editorial Ciudad Nueva. ISBN 84-89651-42-6. OCLC 39516860.
- — (1999). La penitencia. Ciudad Nueva Editorial. ISBN 84-89651-57-4. OCLC 41135698.
- — (1999).  Ramos-Lissón, Domingo, ed. Sobre las vírgenes y sobre las viudas. Ciudad Nueva Editorial. ISBN 84-89651-53-1. OCLC 41135699.
- — (2005).  Granados García, Víctor; Soldevilla Manrique, Carlos, eds. El misterio de la Encarnación del Señor. Ciudad Nueva. ISBN 84-9715-076-7. OCLC 181013630.
- — (2005).  Cervera Barranco, Pablo, ed. Explicación del símbolo, los sacramentos, los misterios. Editorial Ciudad Nueva. ISBN 84-9715-070-8. OCLC 144614107.
- — (2009).  García, Secundino, ed. Sobre la fe. Ciudad Nueva. ISBN 978-84-9715-166-5. OCLC 429408214.